# Eparquía de Beirut de los caldeos
La eparquía de Beirut de los caldeos (en latín: Eparchia Berytensis Chaldaeorum y en árabe: أبرشية بيروت‎) es una circunscripción eclesiástica de la Iglesia católica en Líbano. Se trata de una eparquía caldea, inmediatamente sujeta al patriarcado de Bagdad de los caldeos. Desde el 12 de enero de 2001 su eparca es Michel Kassarji.

## Territorio y organización
La eparquía tiene 10 400 km² y extiende su jurisdicción sobre los fieles católicos de rito caldeo residentes en Líbano.
La sede de la eparquía se encuentra en la ciudad de Beirut en donde se halla la Catedral de San Rafael Arcángel.
En 2020 en la eparquía existían 4 parroquias:
- San Rafael Arcángel, en Beirut
- Santa Teresa, en Zahlé
- San José, en Rawda (es una parroquia maronita cedida para el uso dominical de los refugiados iraquíes en el Líbano)
- San Elías, en Dekwaneh (es una parroquia greco-melquita cedida para el uso de los refugiados iraquíes en el Líbano)

## Historia
Una pequeña comunidad católica caldea está atestiguada en Beirut a partir del siglo XIX, confiada a sacerdotes del rito latino o, más a menudo, a los de la Iglesia católica siria. El primer sacerdote caldeo, Louis Akhras, fue enviado por el patriarcado caldeo en 1875 y las celebraciones litúrgicas tuvieron lugar en la iglesia de San Jorge de los siro-católicos, pero el sacerdote estaba enfermo y no pudo asistir a la comunidad caldea. En 1892 el patriarca Elías XII visitó Líbano y delegó los asuntos caldeos allí al vicario patriarcal sirio de Beirut, obispo Theophilus Anton Kandalaft.
En 1895 el patriarca Audishu V Khayyat designó al sacerdote Abdel-Messih para servir a los caldeos en Damasco y Beirut. El primer sacerdote caldeo en servir en el Líbano fue el padre Yusuf Younan Al-Taweel, quien fue nombrado vicario patriarcal en el Líbano el 28 de septiembre de 1895.
Tras los acontecimientos de la Primera Guerra Mundial, la comunidad caldea del Líbano se fortaleció en 1914 con un número cada vez mayor de fieles que huyeron de Turquía.
En 1937 fue erigida la administración apostólica de la Mesopotamia Superior con el vicariato patriarcal de Siria y el del Líbano y la inexistente desde 1915 (debido al genocidio de los cristianos practicado en el Imperio otomano) eparquía de Gazarta de los caldeos.
La eparquía fue erigida el 3 de julio de 1957 con la bula Etsi taeterrima del papa Pío XII, con el cual el pontífice separó de la administración apostólica de Alta Jazira (extinguida el mismo día por la bula Quasi pastor) la nueva circunscripción eclesiástica con su parte libanesa.

Apostolicam administrationem de Gazira superiore Chaldaeorum tollimus, atque Libani territorium, quod adhuc sub dicione erat eiusdem administrationis, in novae dioecesis formam redigimus, Berytensis Chaldaeorum appellandam, fidelibus scilicet accurandis Chaldaici ritus in eodem Libano degentibus. Novae Ecclesiae Praesul in urbe Beryto habebit domicilium, idemque pariter cathedram suae potestatis in templo collocabit, quod ibi proxime exstruetur, quodque tum omnibus fruetur iuribus ac privilegiis ad cathedrales huiusmodi aedes spectantibus. Sive dioecesis sive Episcopus Berytensis Chaldaeorum obnoxii erunt atque subiecti venerabili Fratri Patriarchae Babylonensi Chaldaeorum eiusque illustri Sedi.

## Estadísticas
Según el Anuario Pontificio 2021 la eparquía tenía a fines de 2020 un total de 17 000 fieles bautizados.
| Año                                                                             | Población            | Población | Población      | Sacerdotes | Sacerdotes    | Sacerdotes    | Bautizados por sacerdote | Diáconos permanentes | Religiosos | Religiosos | Parroquias |
| Año                                                                             | Bautizados católicos | Total     | % de católicos | Total      | Clero secular | Clero regular | Bautizados por sacerdote | Diáconos permanentes | Varones    | Mujeres    | Parroquias |
| ------------------------------------------------------------------------------- | -------------------- | --------- | -------------- | ---------- | ------------- | ------------- | ------------------------ | -------------------- | ---------- | ---------- | ---------- |
| 1959                                                                            | 3000                 | ?         | ?              | 7          | 5             | 2             | 428                      |                      |            |            | 2          |
| 1969                                                                            | 5673                 | 5673      | 100.0          | 7          | 5             | 2             | 810                      |                      | 4          |            | 3          |
| 1980                                                                            | 7800                 | ?         | ?              | 6          | 4             | 2             | 1300                     |                      | 3          |            | 4          |
| 1990                                                                            | 10 500               | ?         | ?              | 7          | 6             | 1             | 1500                     |                      | 2          | 1          | 4          |
| 1999                                                                            | 10 000               | ?         | ?              | 1          | 1             |               | 10 000                   |                      |            |            | 3          |
| 2000                                                                            | 10 000               | ?         | ?              | 1          | 1             |               | 10 000                   | 1                    |            |            | 4          |
| 2001                                                                            | 12 500               | ?         | ?              | 4          | 2             | 2             | 3125                     | 2                    | 2          |            | 3          |
| 2002                                                                            | 13 000               | ?         | ?              | 4          | 2             | 2             | 3250                     | 2                    | 2          | 4          | 3          |
| 2003                                                                            | 10 000               | ?         | ?              | 1          | 1             |               | 10 000                   |                      |            | 1          | 3          |
| 2004                                                                            | 10 000               | ?         | ?              | 2          | 1             | 1             | 5000                     |                      | 1          |            | 3          |
| 2006                                                                            | 10 000               | ?         | ?              | 3          | 2             | 1             | 3333                     |                      | 1          | 1          | 3          |
| 2009                                                                            | 14 000               | ?         | ?              | 2          | 1             | 1             | 7000                     |                      | 1          | 1          | 3          |
| 2012                                                                            | 20 000               | ?         | ?              | 3          | 1             | 2             | 6666                     |                      | 2          | 3          | 3          |
| 2015                                                                            | 20 000               | ?         | ?              | 2          | 2             |               | 10 000                   | 1                    |            | 3          | 4          |
| 2018                                                                            | 20 000               |           |                | 4          | 3             | 1             | 5000                     | 1                    | 1          | 2          | 4          |
| 2020                                                                            | 17 000               | ?         | ?              | 3          | 3             |               | 5666                     | 1                    |            | 3          | 4          |
| Fuente: Catholic-Hierarchy, que a su vez toma los datos del Anuario Pontificio. |                      |           |                |            |               |               |                          |                      |            |            |            |

## Episcopologio

### Vicarios patriarcales
- Yusuf Younan Al-Taweel † (28 de septiembre de 1895-1909)
- Mansour Kriyakos Telkevi † (19 de septiembre de 1909-1927)
- Youssef Tifankji † (27 de enero de 1927-25 de diciembre de 1934 falleció)

### Eparcas
- Gabriel Naamo † (28 de junio de 1957-12 de febrero de 1964 falleció)
- Gabriel Ganni † (12 de febrero de 1964 por sucesión-2 de marzo de 1966 nombrado archieparca coadjutor de Basora[nota 1])
- Raphaël Bidawid † (2 de marzo de 1966-21 de mayo de 1989 nombrado patriarca de Babilonia)
  - Sede vacante (1989-2001)
- Michel Kassarji, desde el 12 de enero de 2001